# Polyoxymethyleen

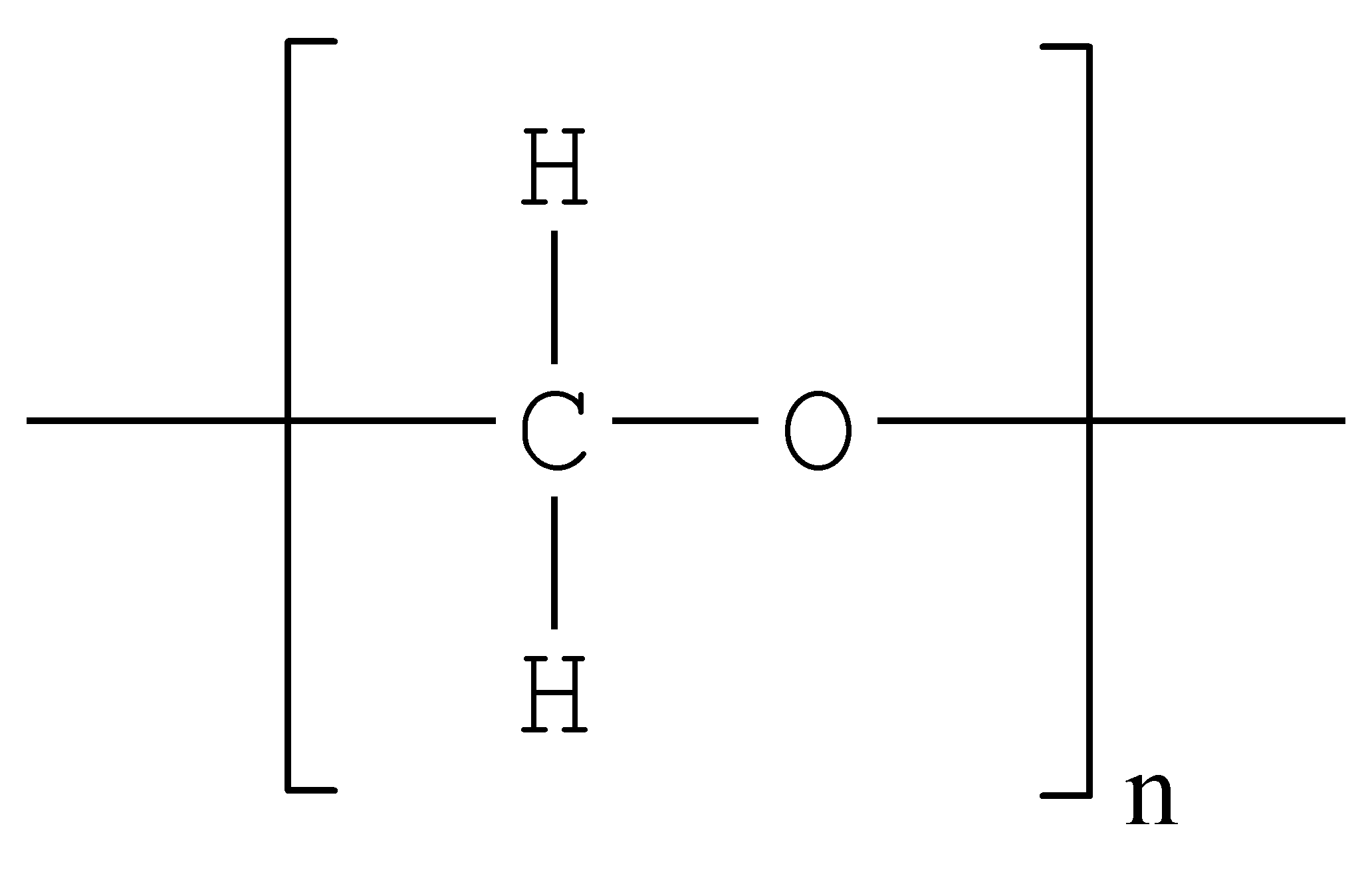
De chemische structuur van POM

Polyoxymethyleen (POM), ook bekend als polyacetaal, is een polymeer dat vooral een industriële toepassing kent, vanwege zijn hardheid. Het is een polymeer van formaldehyde (met name trioxaan) en wordt bereid via kationische ringopeningpolymerisatie. De stof is tevens bekend onder het begripsmonopolie Delrin, ontwikkeld door DuPont. 
De stof wordt veelal toegepast voor onderdelen in machines als vervanging van metaal. Het voordeel is dat het niet oxideert en dat er geen olie of kogellagers nodig zijn voor een soepele mechanische beweegbaarheid.